# Discografia de Westlife
A discografia do quarteto pop irlandês Westlife contém doze álbuns de estúdio, duas coletâneas e 38 singles (16 deles foram número um no UK Singles Charts). Até 2019, tiveram 11 milhões de álbuns vendidos e 6 milhões de vendas de singles no Reino Unido e 44 milhões de cópias vendidas no mundo todo.

## Discografia

### Álbuns

#### Álbuns de estúdio
| Título                                                         | Detalhes do álbum | Posição mais alta | Posição mais alta | Posição mais alta | Posição mais alta | Posição mais alta | Posição mais alta | Posição mais alta | Posição mais alta | Posição mais alta | Posição mais alta | Certificações                                                                                     |
| Título                                                         | Detalhes do álbum | IRL               | AUS               | AUT               | ALE               | HOL               | NZ                | NOR               | SUÉ               | SUÍ               | GBR               | Certificações                                                                                     |
| -------------------------------------------------------------- | --- | ----------------- | ----------------- | ----------------- | ----------------- | ----------------- | ----------------- | ----------------- | ----------------- | ----------------- | ----------------- | ------------------------------------------------------------------------------------------------- |
| Westlife                                                       | - Lançado: 1 de novembro de 1999 - Selo: BMG - Formatos: CD, Cassete                                                     | 1                 | 15                | —                 | 55                | 8                 | 5                 | 1                 | 5                 | 25                | 2                 | - AUS: Ouro - HOL: Ouro - NZ: 2× Platina - SUÉ: Platina - GRB: 4× Platina                         |
| Coast to Coast                                                 | - Lançado: 6 de novembro de 2000 - Selo: BMG - Formatos: CD, cassete                                                     | 1                 | 40                | 59                | 19                | 13                | 2                 | 6                 | 3                 | 38                | 1                 | - AUS: Ouro - ALE: Ouro - HOL: Ouro - NZ: 4× Platina - SUÉ: Platina - SUÍ: Ouro - GBR: 6× Platina |
| World of Our Own                                               | - Lançado: 12 de novembro de 2001 - Selo: BMG - Formatos: CD, cassete                                                    | 1                 | —                 | 9                 | 8                 | 10                | 3                 | 7                 | 1                 | 19                | 1                 | - AUT: Ouro - ALE: Ouro - HOL: Ouro - NZ: 2× Platina - SUÉ: Platina - SUÍ: Ouro - GBR: 4× Platina |
| Turnaround                                                     | - Lançado: 24 de novembro de 2003 - Selo: BMG - Formatos: CD, cassete                                                    | 1                 | —                 | 42                | 20                | 33                | 42                | 37                | 5                 | 24                | 1                 | - SUÉ: Ouro - GBR: 2× Platina                                                                     |
| Allow Us to Be Frank                                           | - Lançado: 6 de novembro de 2004 - Selo: Sony BMG - Formatos: CD, Download digital                                       | 2                 | —                 | —                 | 30                | 32                | —                 | —                 | 5                 | 75                | 3                 | - GBR: 2× Platina                                                                                 |
| Face to Face                                                   | - Lançado: 31 de outubro de 2005 - Selo: Sony BMG - Formatos: CD, Download digital                                       | 1                 | 1                 | —                 | 18                | 30                | —                 | 7                 | 9                 | 14                | 1                 | - IRL: 8× Platina - AUS: Platina - SUÉ: Ouro - GBR: 4× Platina                                    |
| The Love Album                                                 | - Lançado: 20 de novembro de 2006 - Selo: Sony BMG - Formatos: CD, Download digital                                      | 1                 | 11                | 49                | 34                | 49                | 2                 | 1                 | 3                 | 27                | 1                 | - IRL: 10× Platina - AUS: Platina - NZ: 3× Platina - GBR: 3× Platina                              |
| Back Home                                                      | - Lançado: 5 novembro 2007 - Selo: Sony BMG - Formatos: CD, download digital                                             | 1                 | 14                | 65                | 45                | 48                | 12                | 18                | 33                | 19                | 1                 | - IRL: 5× Platina - NZ: Ouro - SUÉ: Ouro - GBR: Platina                                           |
| Where We Are                                                   | - Lançado: 30 de novembro de 2009 - Selo: Sony - Formatos: CD, download digital                                          | 2                 | —                 | 53                | 42                | —                 | 13                | —                 | 8                 | 25                | 2                 | - IRL: 3× Platina - NZ: Ouro - SUÉ: Ouro - GBR: 2× Platina                                        |
| Gravity                                                        | - Lançado: 22 de novembro de 2010 - Selo: Sony - Formatos: CD, download digital                                          | 1                 | —                 | —                 | —                 | 76                | 22                | —                 | 46                | 50                | 3                 | - IRL: 2× Platina                                                                                 |
| Spectrum                                                       | - Lançado: 6 de setembro de 2019 - Selo: Universal, Virgin EMI - Formatos: CD, download digital, streaming, LP, cassette | 1                 | —                 | —                 | 69                | —                 | —                 | —                 | —                 | 23                | 1                 | - GBR: Ouro - IRL: Platina                                                                        |
| Wild Dreams                                                    | - Lançado: 26 de novembro de 2021 - Selo: East West - Formatos: CD, download digital, streaming, LP, cassette            | —                 | —                 | —                 | —                 | —                 | —                 | —                 | —                 | —                 | —                 |                                                                                                   |
| "—" álbum que não marcou desempenho nas paradas ou não lançado | |                   |                   |                   |                   |                   |                   |                   |                   |                   |                   |                                                                                                   |

#### Álbuns de compilação
| Título                                 | Detalhes do álbum                                                                       | Melhor posição nas paradas | Melhor posição nas paradas | Melhor posição nas paradas | Melhor posição nas paradas | Melhor posição nas paradas | Melhor posição nas paradas | Melhor posição nas paradas | Melhor posição nas paradas | Melhor posição nas paradas | Melhor posição nas paradas | Certificações                                                                         |
| Título                                 | Detalhes do álbum                                                                       | IRL                        | AUS                        | AUT                        | ALE                        | HOL                        | NZ                         | NOR                        | SUÉ                        | SUÍ                        | GBR                        | Certificações                                                                         |
| -------------------------------------- | --------------------------------------------------------------------------------------- | -------------------------- | -------------------------- | -------------------------- | -------------------------- | -------------------------- | -------------------------- | -------------------------- | -------------------------- | -------------------------- | -------------------------- | ------------------------------------------------------------------------------------- |
| Unbreakable - The Greatest Hits Vol. 1 | - Lançado: 11 de novembro de 2002 - Selo: Sony BMG - Formatos: CD, cassete              | 1                          | 66                         | 14                         | 7                          | 3                          | 1                          | 10                         | 2                          | 14                         | 1                          | - ALE: Ouro - HOL: Ouro - NZ: 2× Platina - SUÉ: Platina - SUÍ: Ouro - GBR: 4× Platina |
| Greatest Hits                          | - Lançamento: 18 de novembro de 2011 - Selo: Sony, RCA - Formatos: CD, digital download | 1                          | —                          | —                          | —                          | 64                         | —                          | —                          | —                          | 96                         | 4                          |                                                                                       |

#### Álbuns ao vivo
| Título                                 | Detalhes do álbum                                                                  |
| -------------------------------------- | ---------------------------------------------------------------------------------- |
| The Farewell Tour: Live at Croke Park  | - Lançamento: 18 de dezembro de 2012 - Gravadora: BBC - Formato: Download digital  |
| The Twenty Tour - Live From Croke Park | - Lançamento: 13 de março de 2020 - Gravadora: Universal, Virgin EMI - Formato: CD |

### Singles

#### Como artista principal
| "Swear It Again"                                                | 1999 | 1  | —  | 12 | — | 1   | 23 | —  | 1  | 12 | 25 | - ARIA: Ouro - BPI: Ouro - RIAA: Ouro       | Westlife                                 |
| "If I Let You Go"                                               | 1999 | 1  | 50 | 13 | — | 1   | 19 | 1  | 8  | 6  | 25 | - ARIA: Ouro - BPI: Ouro - IFPI: Ouro       | Westlife                                 |
| "Flying Without Wings"                                          | 1999 | 1  | 85 | 31 | — | 1   | 17 | 7  | 6  | 12 | —  | - BPI: Platina - IFPI: Ouro                 | Westlife                                 |
| "I Have a Dream" / "Seasons in the Sun"                         | 1999 | 1  | 19 | 55 | — | 1   | 19 | 10 | 10 | 15 | 18 | - BPI: Platina                              | Westlife                                 |
| "Fool Again"                                                    | 2000 | 2  | 80 | —  | — | 1   | 13 | —  | —  | 5  | 39 | - BPI: Prata - IFPI: Ouro                   | Westlife                                 |
| "My Love"                                                       | 2000 | 1  | 57 | 36 | — | 1   | 9  | 3  | 3  | 1  | 38 | - BPI: Ouro - IFPI: Ouro                    | Coast to Coast                           |
| "What Makes a Man"                                              | 2000 | 2  | —  | —  | — | 2   | —  | —  | —  | —  | —  | - BPI: Ouro                                 | Coast to Coast                           |
| "I Lay My Love on You"                                          | 2001 | —  | 50 | 29 | — | —   | 12 | —  | 24 | 10 | 39 | —                                           | Coast to Coast                           |
| "Uptown Girl"                                                   | 2001 | 1  | 8  | 6  | — | 1   | 2  | 3  | 4  | 2  | 13 | - ARIA: Platina - BPI: Platina - IFPI: Ouro | Coast to Coast                           |
| "When You're Looking Like That"                                 | 2001 | 20 | 24 | 19 | — | 188 | 23 | —  | 30 | 9  | 47 | - BPI: Prata - IFPI: Ouro                   | Coast to Coast                           |
| "Queen of My Heart"                                             | 2001 | 1  | 27 | —  | — | 1   | 12 | 12 | 4  | 3  | 37 | - BPI: Ouro - IFPI: Ouro                    | World of Our Own                         |
| "World of Our Own"                                              | 2002 | 3  | 11 | 21 | — | 1   | 29 | 13 | 6  | 11 | 26 | - BPI: Ouro                                 | World of Our Own                         |
| "Bop Bop Baby"                                                  | 2002 | 4  | 15 | 56 | — | 5   | 21 | —  | 21 | 16 | 36 | —                                           | World of Our Own                         |
| "Unbreakable"                                                   | 2002 | 1  | 12 | —  | — | 1   | 18 | 9  | 44 | 5  | 41 | - BPI: Prata                                | Unbreakable - The Greatest Hits Volume 1 |
| "Tonight" / "Miss You Nights"                                   | 2003 | 1  | 47 | 65 | — | 3   | 55 | —  | —  | 33 | —  | —                                           | Unbreakable - The Greatest Hits Volume 1 |
| "Hey Whatever"                                                  | 2003 | 2  | 22 | —  | — | 4   | 30 | —  | 39 | 5  | 53 | —                                           | Turnaround                               |
| "Mandy"                                                         | 2003 | 1  | 14 | —  | — | 1   | 27 | 15 | —  | 4  | 30 | - BPI: Prata                                | Turnaround                               |
| "Obvious"                                                       | 2004 | 3  | 39 | —  | — | 3   | 44 | —  | —  | 25 | 69 | —                                           | Turnaround                               |
| "Ain't That a Kick in the Head"                                 | 2004 | —  | —  | —  | — | —   | 41 | —  | —  | 20 | —  | —                                           | ...Allow Us to Be Frank                  |
| "Smile"                                                         | 2004 | —  | —  | —  | — | —   | —  | —  | —  | 37 | —  | —                                           | ...Allow Us to Be Frank                  |
| "You Raise Me Up"                                               | 2005 | 1  | 47 | 3  | — | 1   | 47 | 3  | —  | 7  | 18 | - ARIA: Platina - BPI: Platina              | Face to Face                             |
| "When You Tell Me That You Love Me" (com part. de Diana Ross)   | 2005 | 2  | —  | —  | — | 2   | 45 | —  | —  | —  | —  | —                                           | Face to Face                             |
| "Amazing"                                                       | 2006 | 3  | 53 | 34 | — | 4   | —  | —  | —  | 36 | 58 | —                                           | Face to Face                             |
| "The Rose"                                                      | 2006 | 1  | —  | —  | — | 1   | —  | —  | —  | 4  | 85 | - BPI: Prata                                | The Love Album                           |
| "Home"                                                          | 2007 | 2  | 70 | —  | — | 3   | —  | 7  | —  | 8  | —  | - BPI: Prata                                | Back Home                                |
| "Us Against the World"                                          | 2008 | 6  | —  | —  | — | 8   | —  | —  | —  | —  | —  | —                                           | Back Home                                |
| "Something Right"                                               | 2008 | 43 | —  | 92 | — | —   | —  | —  | —  | 46 | —  | —                                           | Back Home                                |
| "What About Now"                                                | 2009 | 2  | —  | —  | — | 2   | —  | —  | —  | 13 | —  | - BPI: Ouro                                 | Where We Are                             |
| "Safe"                                                          | 2010 | 4  | —  | —  | — | 10  | —  | —  | —  | —  | —  | —                                           | Gravity                                  |
| "Lighthouse"                                                    | 2011 | 11 | —  | —  | — | 32  | —  | —  | —  | —  | —  | —                                           | Greatest Hits                            |
| "Hello My Love"                                                 | 2019 | 2  | —  | —  | — | 13  | —  | —  | —  | —  | —  | - BPI: Ouro                                 | Spectrum                                 |
| "Better Man"                                                    | 2019 | 8  | —  | —  | — | 26  | —  | —  | —  | —  | —  | —                                           | Spectrum                                 |
| "Dynamite"                                                      | 2019 | 27 | —  | —  | — | —   | —  | —  | —  | —  | —  | —                                           | Spectrum                                 |
| "My Blood"                                                      | 2019 | 46 | —  | —  | — | 96  | —  | —  | —  | —  | —  | —                                           | Spectrum                                 |
| "Starlight"                                                     | 2021 | 29 | —  | —  | — | 66  | —  | —  | —  | —  | —  | —                                           | Wild Dreams                              |
| "My Hero"                                                       | 2021 | 81 | —  | —  | — | —   | —  | —  | —  | —  | —  | —                                           | Wild Dreams                              |
| "—" denota single que não entrou nas paradas ou não foi lançado |      |    |    |    |   |     |    |    |    |    |    |                                             |                                          |

### B-sides
| Ano  | Single                                                       | Lados B                                                                             | Lados B |
| Ano  | Single                                                       | Canções                                                                             | Remixes |
| ---- | ------------------------------------------------------------ | ----------------------------------------------------------------------------------- | --- |
| 1999 | Swear It Again                                               | Forever                                                                             | Swear It Again (Rokstone Mix)                                                                                             |
| 1999 | If I Let You Go                                              | Try Again                                                                           | If I Let You Go (Extended Version)                                                                                        |
| 1999 | Flying Without Wings                                         | Everybody Knows, That's What It's All About                                         | Flying Without Wings (Acappella Mix)                                                                                      |
| 1999 | I Have A Dream/Seasons In The Sun                            | On The Wings Of Love                                                                | |
| 2000 | Fool Again                                                   | Tunnel Of Love                                                                      | |
| 2000 | Against All Odds (Take A Look At Me Now) (with Mariah Carey) |                                                                                     | Against All Odds CIRO(Pound Boys Main Mix), Against All Odds (Mariah Only Version), Against All Odds (Pound Boys Dub Mix) |
| 2000 | My Love                                                      |                                                                                     | If I Let You Go (USA Mix), My Love (Instrumental)                                                                         |
| 2000 | What Makes A Man                                             | I'll Be There, My Girl, What Becomes Of A Broken Hearted                            | |
| 2001 | Uptown Girl                                                  | Angel's Wings, Close Your Eyes                                                      | Angel's Wings (2001 Remix)                                                                                                |
| 2001 | I Lay My Love On You                                         | Dreams Come True, My Love, Nothing Is Impossible                                    | |
| 2001 | When You're Looking Like That                                | Con Lo Bien Que Te Ves, Don’t Get Me Wrong, I’ll Be There                           | |
| 2001 | Queen Of My Heart                                            | Reason For Living, My Private Movie                                                 | When You're Looking Like That (Remix)                                                                                     |
| 2002 | World Of Our Own                                             | Crying Girl, I Promise You That                                                     | Angel (Remix) |
| 2002 | Bop Bop Baby                                                 | You Don't Know                                                                      | Imaginary Diva (Orphanz Remix), Bop Bop Baby (Almighty Radio Edit)                                                        |
| 2002 | Unbreakable                                                  | Never Knew I Was Losing You, Evergreen                                              | World Of Our Own (US Remix)                                                                                               |
| 2003 | Tonight/Miss You Nights                                      | Where We Belong                                                                     | Tonight (12" Metro Mix)                                                                                                   |
| 2003 | Mandy                                                        | Flying Without Wings (Live 2003), You See Friends (I See Lovers), Greased Lightnin' | |
| 2004 | Obvious                                                      | I'm Missing Loving You, To Be With You (Live)                                       | Westlife Hits Medley |
| 2005 | You Raise Me Up                                              |                                                                                     | World Of Our Own (Acoustic Version), Flying Without Wings (Acoustic Version), My Love (Acoustic Version)                  |
| 2005 | When You Tell Me That You Love Me (with Diana Ross)          | White Christmas, The Way You Look Tonight                                           | If I Let You Go (Acoustic Version)                                                                                        |
| 2006 | Amazing                                                      | Still Here, Miss You When I'm Dreaming                                              | |
| 2006 | The Rose                                                     | Solitaire, Nothing's Gonna Change My Love For You, If                               | |
| 2007 | Home                                                         | Hard To Say I'm Sorry                                                               | Total Eclipse of the Heart (Sunset Strippers Remix), Home (Soul Seekerz Radio Edit)                                       |
| 2008 | Us Against The World                                         | Get Away                                                                            | I'm Already There (Ashanti Boyz Remix), Us Against The World (The Wideboys Remix)                                         |
| 2008 | Something Right                                              | Get Away                                                                            | Something Right (Single Mix), Something Right (Instrumental)                                                              |
| 2009 | What About Now                                               |                                                                                     | You Raise Me Up (Live) |
| 2010 | Safe                                                         | Please Stay                                                                         | |
| 2011 | Lighthouse                                                   | Poet's Heart                                                                        | |

## Videografia

### Videoclipes

#### Anos 1990
| Título                 | Ano  | Diretor(es)                 | Visualizações no YouTube (em milhões) |
| ---------------------- | ---- | --------------------------- | ------------------------------------- |
| "Swear It Again"       | 1999 | Brett Turnbull, Wayne Isham | 72                                    |
| "If I Let You Go"      | 1999 | Sven Harding                | 195                                   |
| "Flying Without Wings" | 1999 | Cameron Casey               | 32                                    |
| "I Have a Dream"       | 1999 | Cameron Casey               | 54                                    |
| "Seasons in the Sun"   | 1999 | Cameron Casey, Simon Brand  | 77                                    |

#### Anos 2000
| Título                                                                          | Ano  | Diretor(es)                   | Visualizações no YouTube (em milhões) |
| ------------------------------------------------------------------------------- | ---- | ----------------------------- | ------------------------------------- |
| "Fool Again"                                                                    | 2000 | Cameron Casey                 | 131                                   |
| "Swear It Again" (US version)                                                   | 2000 | Nigel Dick                    | 18                                    |
| "Against All Odds (Take a Look at Me Now)" (Mariah Carey com part. de Westlife) | 2000 | Bill Boatman & P. Snyde       | 32                                    |
| "My Love"                                                                       | 2000 | Robert Brinkmann              | 311                                   |
| "What Makes a Man"                                                              | 2000 | Stuart Gosling                | 29                                    |
| "I Lay My Love on You"                                                          | 2001 | Stuart Gosling                | 121                                   |
| "Uptown Girl"                                                                   | 2001 | Stuart Gosling                | 62                                    |
| "When You're Looking Like That"                                                 | 2001 | Matthew Amos                  | 48                                    |
| "Queen of My Heart"                                                             | 2001 | Max & Dania                   | 67                                    |
| "Angel"                                                                         | 2001 | Phil Griffin                  | 10                                    |
| "World of Our Own"                                                              | 2002 | Cameron Casey                 | 25                                    |
| "Bop Bop Baby"                                                                  | 2002 | Max & Dania                   | 19                                    |
| "World of Our Own" (US version)                                                 | 2002 | Antti Jokinen                 | 0.7                                   |
| "Flying Without Wings" (com part. de BoA)                                       | 2002 | —                             | 0.1                                   |
| "Flying Without Wings" (com part. de Cristian Castro)                           | 2002 | —                             | 0.03                                  |
| "Unbreakable"                                                                   | 2002 | Antti Jokinen                 | 21                                    |
| "Miss You Nights"                                                               | 2003 | Antti Jokinen                 | 1.6                                   |
| "Tonight"                                                                       | 2003 | Antti Jokinen                 | 26                                    |
| "Hey Whatever"                                                                  | 2003 | David "Mouldy" Mould          | 2.4                                   |
| "Mandy"                                                                         | 2003 | Tim Royes                     | 34                                    |
| "Obvious"                                                                       | 2004 | Max & Dania                   | 23                                    |
| "Ain't That a Kick in the Head?"                                                | 2004 | Marcus Raboy                  | 0.7                                   |
| "Smile"                                                                         | 2004 | Marcus Raboy                  | 1.8                                   |
| "Fly Me to the Moon"                                                            | 2004 | Marcus Raboy                  | 2.0                                   |
| "You Raise Me Up"                                                               | 2005 | Alex Hemming                  | 113                                   |
| "When You Tell Me That You Love Me" (com part. de Diana Ross)                   | 2005 | Ashley Pugh                   | 87                                    |
| "Amazing"                                                                       | 2006 | Max & Dania                   | 16                                    |
| "The Rose"                                                                      | 2006 | Alex Hemming                  | 29                                    |
| "Home"                                                                          | 2007 | Max and Dania, Mike Lipscombe | 27                                    |
| "Us Against the World"                                                          | 2008 | Max and Dania                 | 20                                    |
| "Something Right "                                                              | 2008 | Julian Gibbs                  | 16                                    |
| "What About Now"                                                                | 2009 | Philip Andelman               | 22                                    |

#### Anos 2010
| Título                            | Ano  | Diretor(es)               | Visualizações no YouTube (em milhões) |
| --------------------------------- | ---- | ------------------------- | ------------------------------------- |
| "Everybody Hurts" (Helping Haiti) | 2010 | Joseph Kahn               | 0.7                                   |
| "Safe"                            | 2010 | Sean de Sparengo          | 5.6                                   |
| "Lighthouse"                      | 2011 | Philip Andelman           | 6.6                                   |
| "Beautiful World"                 | 2011 | —                         | 3.0                                   |
| "Hello My Love"                   | 2019 | Robert Hales              | 37                                    |
| "Better Man"                      | 2019 | Lochlainn "Locky" McKenna | 34                                    |
| "Dynamite"                        | 2019 | Paul Coy Allen            | 6.4                                   |
| "My Blood"                        | 2019 | Robert Hales              | 7.9                                   |

#### Anos 2020
| Título      | Ano  | Diretor(es)  | Visualizações no YouTube (em milhões) |
| ----------- | ---- | ------------ | ------------------------------------- |
| "Starlight" | 2021 | Mike Baldwin | 4.7                                   |

#### Participações
| Título           | Artista   | Ano  | Diretor(es) | Visualizações no YouTube (em milhões) |
| ---------------- | --------- | ---- | ----------- | ------------------------------------- |
| "Forever as One" | Vengaboys | 2001 | Dave Meyers | 1.3                                   |

### Álbuns de vídeo

#### Vídeos de turnês
| Título                                               | Detalhes do lançamento                                                                                         | Melhor posição nas paradas | Melhor posição nas paradas | Melhor posição nas paradas | Melhor posição nas paradas | Melhor posição nas paradas | Melhor posição nas paradas | Melhor posição nas paradas | Certificações              |
| Título                                               | Detalhes do lançamento                                                                                         | IRL                        | ALE                        | AUS                        | FRA                        | GBR                        | HOL                        | SUE                        | Certificações              |
| ---------------------------------------------------- | --- | -------------------------- | -------------------------- | -------------------------- | -------------------------- | -------------------------- | -------------------------- | -------------------------- | -------------------------- |
| Where Dreams Come True                               | - Lançamento: 19 de novembro de 2001 - Estúdio: Done and Dusted - Gravadora: BMG - Formato: VHS · DVD · DVD+CD | 4                          | —                          | —                          | —                          | 1                          | —                          | 10                         | BPI: 4× Platina            |
| The Greatest Hits Tour Live from M.E.N. Arena        | - Lançamento: 6 de outubro de 2003 - Gravadora: BMG - Formato: DVD                                             | 8                          | —                          | —                          | —                          | 1                          | —                          | 6                          | BPI: 2× Platina            |
| The Turnaround Tour - Live from The Globe, Stockholm | - Lançamento: 15 de novembro de 2004 - Gravadora: BMG - Formato: DVD                                           | 9                          | —                          | —                          | —                          | 2                          | —                          | 2                          | BPI: Platina               |
| The Number Ones Tour                                 | - Lançamento: 21 de novembro de 2005 - Gravadora: Sony BMG - Formato: DVD                                      | 7                          | —                          | —                          | —                          | 1                          | —                          | 14                         | BPI: 2× Platina ARIA: Ouro |
| Live at Wembley                                      | - Lançamento: 27 de novembro de 2006 - Gravadora: Sony BMG - Formato: DVD                                      | 7                          | —                          | —                          | —                          | 1                          | —                          | 7                          | BPI: 2× Platina ARIA: Ouro |
| 10 Years of Westlife: Live at Croke Park Stadium     | - Lançamento: 24 de novembro de 2008 - Gravadora: Sony BMG - Formato: DVD                                      | 2                          | —                          | —                          | —                          | 1                          | —                          | 10                         | BPI: 4× Platina            |
| The Where We Are Tour: Live from The O2              | - Lançamento: 29 de novembro de 2010 - Gravadora: Sony BMG - Formato: DVD · Blu-ray                            | 1                          | —                          | —                          | —                          | 3                          | —                          | 10                         | BPI: Ouro                  |
| The Farewell Tour - Live at Croke Park               | - Lançamento: 19 de novembro de 2012 - Gravadora: Sony, RCA, 2Entertain - Formato: DVD                         | 4                          | —                          | —                          | —                          | 1                          | —                          | —                          | BPI: 4× Platina            |
| The Twenty Tour - Live at Croke Park                 | - Lançamento: 13 de novembro de 2020 - Gravadora: Universal, Virgin EMI - Formato: DVD · DVD+CD · Blu-ray      | 1                          | —                          | —                          | —                          | 1                          | —                          | —                          | —                          |

#### Documentários
| Título             | Detalhes do lançamento                                                       | Melhor posição nas paradas | Melhor posição nas paradas | Melhor posição nas paradas | Melhor posição nas paradas | Melhor posição nas paradas | Melhor posição nas paradas | Melhor posição nas paradas | Certificações |
| Título             | Detalhes do lançamento                                                       | IRL                        | ALE                        | AUS                        | FRA                        | GBR                        | HOL                        | SUE                        | Certificações |
| ------------------ | ---------------------------------------------------------------------------- | -------------------------- | -------------------------- | -------------------------- | -------------------------- | -------------------------- | -------------------------- | -------------------------- | ------------- |
| The Westlife Story | - Lançamento: 26 de junho de 2000 - Gravadora: Sony BMG - Formato: VHS · DVD | —                          | —                          | —                          | —                          | 3                          | —                          | —                          | BPI: Platina  |

#### Compilações de videoclipes
| Título                                   | Detalhes do lançamento                                                           | Melhor posição nas paradas | Melhor posição nas paradas | Melhor posição nas paradas | Melhor posição nas paradas | Melhor posição nas paradas | Melhor posição nas paradas | Melhor posição nas paradas | Certificações   |
| Título                                   | Detalhes do lançamento                                                           | IRL                        | ALE                        | AUS                        | FRA                        | GBR                        | HOL                        | SUE                        | Certificações   |
| ---------------------------------------- | -------------------------------------------------------------------------------- | -------------------------- | -------------------------- | -------------------------- | -------------------------- | -------------------------- | -------------------------- | -------------------------- | --------------- |
| Unbreakable – The Greatest Hits Volume 1 | - Lançamento: 18 de novembro de 2002 - Gravadora: Sony BMG - Formato: DVD        | 7                          | —                          | —                          | —                          | 1                          | —                          | —                          | BPI: 3× Platina |
| Greatest Hits                            | - Lançamento: 21 de novembro de 2011 - Gravadora: RCA, Sony Music - Formato: DVD | —                          | —                          | —                          | —                          | —                          | —                          | —                          | BPI: 2× Platina |

#### Box sets
| Título             | Detalhes do lançamento                                                    | Melhor posição nas paradas | Melhor posição nas paradas | Melhor posição nas paradas | Melhor posição nas paradas | Melhor posição nas paradas | Melhor posição nas paradas | Melhor posição nas paradas | Certificações |
| Título             | Detalhes do lançamento                                                    | IRL                        | ALE                        | AUS                        | FRA                        | GBR                        | HOL                        | SUE                        | Certificações |
| ------------------ | ------------------------------------------------------------------------- | -------------------------- | -------------------------- | -------------------------- | -------------------------- | -------------------------- | -------------------------- | -------------------------- | ------------- |
| The Complete Story | - Lançamento: 18 de novembro de 2002 - Gravadora: Sony BMG - Formato: DVD | —                          | —                          | —                          | —                          | —                          | —                          | —                          | —             |

#### Vídeos promocionais
| Título                              | Detalhes do lançamento                                                     | Melhor posição nas paradas | Melhor posição nas paradas | Melhor posição nas paradas | Melhor posição nas paradas | Melhor posição nas paradas | Melhor posição nas paradas | Melhor posição nas paradas | Certificações   |
| Título                              | Detalhes do lançamento                                                     | IRL                        | ALE                        | AUS                        | FRA                        | GBR                        | HOL                        | SUE                        | Certificações   |
| ----------------------------------- | -------------------------------------------------------------------------- | -------------------------- | -------------------------- | -------------------------- | -------------------------- | -------------------------- | -------------------------- | -------------------------- | --------------- |
| Coast to Coast: Up Close & Personal | - Lançamento: 30 de novembro de 2000 - Gravadora: BMG - Formato: VHS · DVD | 3                          | —                          | —                          | —                          | 1                          | —                          | 2                          | BPI: 3× Platina |
| Back Home DVD                       | - Lançamento: 3 de novembro de 2007 - Gravadora: Sony BMG - Formato: DVD   | 8                          | —                          | —                          | —                          | 1                          | —                          | 1                          | BPI: Platina    |

### Vídeos desingles
| Título           | Detalhes do lançamento                                                  | Melhor posição nas paradas | Melhor posição nas paradas | Melhor posição nas paradas | Melhor posição nas paradas | Melhor posição nas paradas | Melhor posição nas paradas | Melhor posição nas paradas | Certificações |
| Título           | Detalhes do lançamento                                                  | IRL                        | ALE                        | AUS                        | FRA                        | NLD                        | UK                         | SUE                        | Certificações |
| ---------------- | ----------------------------------------------------------------------- | -------------------------- | -------------------------- | -------------------------- | -------------------------- | -------------------------- | -------------------------- | -------------------------- | ------------- |
| Uptown Girl      | - Lançamento: 12 de março de 2001 - Gravadora: BMG - Formato: VHS · DVD | 3                          | —                          | —                          | —                          | —                          | —                          | —                          | BPI: Platina  |
| World of Our Own | - Lançamento: 25 de fevereiro de 2002 - Gravadora: BMG - Formato: DVD   | 20                         | —                          | —                          | —                          | —                          | —                          | —                          | BPI: Ouro     |